# Lea Schüller
Lea Schüller (Tönisvorst, 12 de novembro de 1997) é futebolista alemã que joga como atacante no Bayern de Munique e na seleção alemã.

## Carreira

### Clubes
Schüller começou a jogar futebol na Hülser SV antes de ingressar no departamento de juniores da SGS Essen em 2012. Ela fez sua estreia na Frauen-Bundesliga aos 16 anos em 1 de dezembro de 2013, em uma derrota em casa por 2-0 contra o VfL Wolfsburg. Ela marcou seus primeiros dois gols na Bundesliga em 26 de fevereiro de 2014, em uma vitória por 3-1 fora de casa contra o BV Cloppenburg. Em julho de 2017, Schüller estendeu seu contrato com a SGS Essen por dois anos até junho de 2020.

### Seleção
Schüller foi convocada para a seleção alemã sub-17 na Copa do Mundo Feminina Sub-17 de 2014, na Costa Rica, disputando as três partidas da primeira fase. Com a seleção sub-19, ela participou do Campeonato Feminino Sub-19 da UEFA, em Israel, jogando novamente nas três partidas da primeira fase e na derrota nos pênaltis para a Suécia nas semifinais. Na época, ela integrou a seleção alemã sub-20 na Copa do Mundo Feminina Sub-20 em Papua-Nova Guiné em 2016, onde perdeu para a França nas quartas-de-final.
Schüller foi convocada pela primeira vez pelo técnico Steffi Jones para treinar com a seleção alemã principal em junho de 2017, mas não chegou à seleção final para o Campeonato Feminino de 2017 da UEFA. Ela fez sua estreia internacional contra a Islândia em uma partida de qualificação para a Copa do Mundo de 2019 em 20 de outubro de 2017, entrando como uma substituta e marcando o gol final na derrota por 3-2 para a Alemanha. Mais tarde na qualificação em abril de 2018, Schüller marcou todos os 4 gols contra a República Tcheca em uma vitória por 4-0.

### Jogos com a Seleção Alemã em que ela marcou gol(s)
Pontuações e resultados listam a contagem de gols da Alemanha em primeiro lugar:
| Schüller - gols da Alemanha | Schüller - gols da Alemanha | Schüller - gols da Alemanha | Schüller - gols da Alemanha | Schüller - gols da Alemanha | Schüller - gols da Alemanha                              |
| #                           | Data                        | Local                       | Adversárias                 | Resultado                   | Torneio                                                  |
| --------------------------- | --------------------------- | --------------------------- | --------------------------- | --------------------------- | -------------------------------------------------------- |
| 1                           | 20 de outubro de 2017       | Wiesbaden, Alemanha         | Islândia                    | 2-3                         | Eliminatórias para a Copa do Mundo Feminina da FIFA 2019 |
| 2                           | 7 de abril de 2018          | Zwickau, Alemanha           | República Checa             | 4–0                         | Eliminatórias para a Copa do Mundo Feminina da FIFA 2019 |
| 3                           | 4 de setembro de 2018       | Tórshavn, Ilhas Faroe       | Ilhas Faroe                 | 8–0                         | Eliminatórias para a Copa do Mundo Feminina da FIFA 2019 |
| 4                           | 6 de outubro de 2018        | Essen, Alemanha             | Áustria                     | 3-1                         | Amistoso                                                 |
| 5                           | 28 de fevereiro de 2019     | Laval, França               | França                      | 1–0                         | Amistoso                                                 |
| 6                           | 22 de junho de 2019         | Grenoble, França            | Nigéria                     | 3–0                         | Copa do Mundo Feminina FIFA 2019                         |
| 7                           | 31 de agosto de 2019        | Kassel, Alemanha            | Montenegro                  | 10–0                        | Qualificação para a Euro Feminina da UEFA 2021           |
| 8                           | 7 de março de 2020          | Lagos, portugal             | Noruega                     | 4–0                         | Copa Algarve 2020                                        |
| 9                           | 19 de setembro de 2020      | Essen, Alemanha             | República da Irlanda        | 3–0                         | Qualificação para a Euro Feminina da UEFA 2021           |
| 10                          | 21 de fevereiro de 2021     | Aachen, Alemanha            | Bélgica                     | 2–0                         | Amistoso                                                 |